# Morgan De Sanctis
Morgan De Sanctis (wym. /ˈmorɡan dɛ ˈsantis/; ur. 26 marca 1977 w Guardiagrele) – włoski piłkarz występujący na pozycji bramkarza. Wicemistrz Europy z reprezentacją Włoch w 2012 roku. Po Mistrzostwach Europy 2012 postanowił zakończyć reprezentacyjną karierę. Występował m.in. w SSC Napoli, Galatasaray SK, Juventusie, Sevilli, czy Udinese Calcio.

## Kariera klubowa
Morgan De Sanctis zawodową karierę rozpoczynał w 1994 roku w zespole Delfino Pescara 1936. W debiutanckim sezonie wystąpił w 30 ligowych meczach i razem z drużyną zajął jedenaste miejsce w tabeli Serie B. Łącznie dla Pescary włoski bramkarz zaliczył 74 występy, po czym podpisał kontrakt z Juventusem. Tam przez dwa lata pełnił jednak rolę rezerwowego dla Angelo Peruzziego i wystąpił tylko w trzech meczach Serie A.
Latem 1999 roku De Sanctis przeniósł się do Udinese Calcio. Razem z nowym klubem w sezonie 2000/2001 zwyciężył w rozgrywkach Pucharu Intertoto. Miejsce w podstawowej jedenastce Włoch wywalczył sobie jednak dopiero w sezonie 2002/2003, kiedy to wystąpił w 34 spotkaniach pierwszej ligi. W ekipie „Bianconerich” De Sanctis spędził łącznie osiem lat. W tym czasie nie odnosił jednak żadnych większych sukcesów, a jego największym osiągnięciem w ligowych rozgrywkach było zajęcie czwartej lokaty w sezonie 2004/2005.
Włoski gracz dla Udinese rozegrał łącznie 194 pojedynki w pierwszej lidze, po czym został zawodnikiem hiszpańskiej Sevilli. Tam przegrał jednak rywalizację o miano pierwszego bramkarza z Anrésem Palopem i podczas rozgrywek 2007/2008 zanotował tylko osiem występów w Primera División. Po zakończeniu sezonu De Sanctis został wypożyczony do Galatasaray SK, gdzie wygrał rywalizację o miejsce między słupkami z Orkunem Uşakiem.
Pod koniec czerwca 2009 roku De Sanctis podpisał trzyletnią umowę z SSC Napoli. Oficjalne potwierdzenie transferu ogłoszono 24 lipca. De Sanctis wygrał rywalizację o miano podstawowego bramkarza z Gennaro Iezzo i Matteo Gianello.

### AS Roma
W lipcu 2013 roku po sprowadzeniu przez Rafaela Beníteza dwóch nowych bramkarzy, De Sanctis został sprzedany za pół miliona euro do AS Roma. Włoch podpisał dwuletni kontrakt, przedłużając go później o rok.

### AS Monaco
13 lipca 2016 podpisał kontrakt z AS Monaco na 1 rok. Wraz z zakończeniem sezonu 16/17 postanowił opuścić klub.

## Kariera reprezentacyjna
De Sanctis ma za sobą występy w młodzieżowych reprezentacjach Włoch. Grał w drużynach do lat 18 oraz 21, dla których łącznie rozegrał piętnaście spotkań. Razem z zespołem do lat 21 De Sanctis zdobył w 2000 roku mistrzostwo Europy juniorów. W tym samym roku brał udział w Igrzyskach Olimpijskich w Sydney, na których podopieczni Marco Tardelliego dotarli do ćwierćfinału.
W seniorskiej kadrze reprezentacji Włoch De Sanctis zadebiutował 30 marca 2005 roku w zremisowanym 0:0 meczu z Islandią. W maju 2008 roku Roberto Donadoni powołał wychowanka Pescary do 23-osobowej kadry „Squadra Azzura” na mistrzostwa Europy. Na turnieju tym Włosi odpadli w 1/4 finału, natomiast De Sanctis pełnił rolę trzeciego bramkarza. W 2012 r. został wicemistrzem Europy, choć ani razu nie pojawił się na boisku.

## Liczby występów

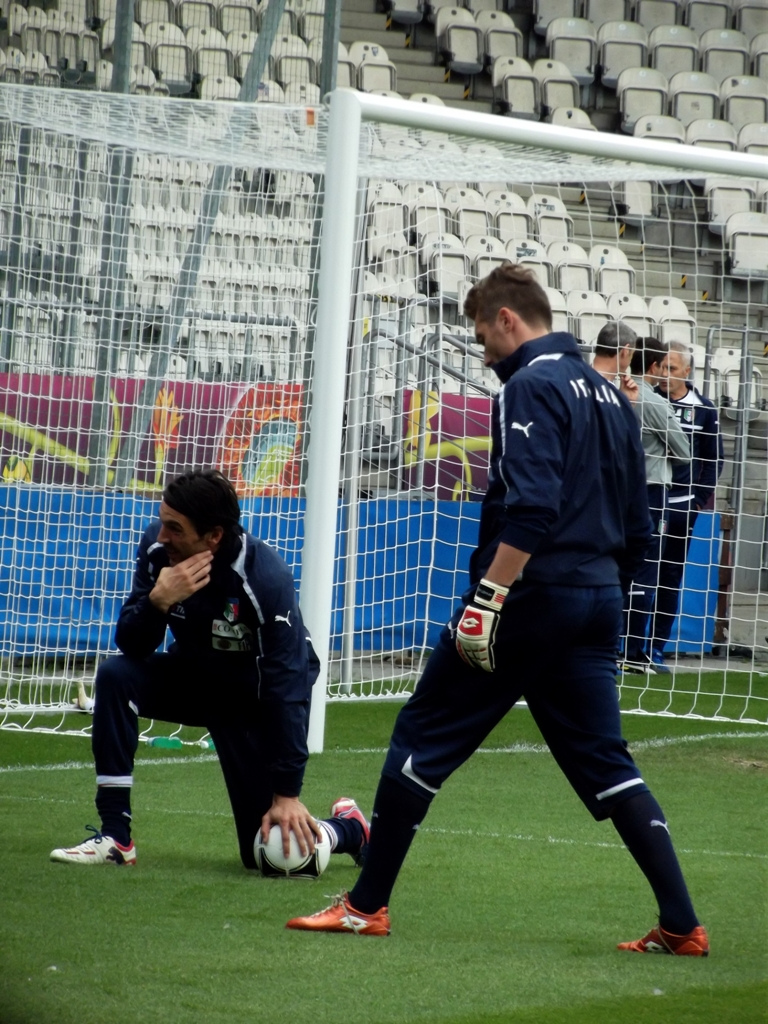
De Sanctis (z prawej) i Gianluigi Buffon (z lewej) podczas trenignu bramkarzy

| Klub                 | Sezon              | Liga  | Liga | Puchar | Puchar | Euroa | Euroa | Łącznie | Łącznie |
| Klub                 | Sezon              | Mecze | Gole | Mecze  | Gole   | Mecze | Gole  | Mecze   | Gole    |
| -------------------- | ------------------ | ----- | ---- | ------ | ------ | ----- | ----- | ------- | ------- |
| Delfino Pescara 1936 | 1994–95            | 30    | 0    | 0      | 0      | –     | –     | 30      | 0       |
| Delfino Pescara 1936 | 1995–96            | 18    | 0    | 2      | 0      | –     | –     | 20      | 0       |
| Delfino Pescara 1936 | 1996–97            | 26    | 0    | 3      | –      | –     | –     | 29      | 0       |
| Delfino Pescara 1936 | Razem              | 74    | 0    | 5      | 0      | 0     | 0     | 79      | 0       |
| Juventus F.C.        | 1997–98            | 0     | 0    | 0      | 0      | 0     | 0     | 0       | 0       |
| Juventus F.C.        | 1998–99            | 3     | 0    | 1      | 0      | 0     | 0     | 4       | 0       |
| Juventus F.C.        | Razem              | 3     | 0    | 1      | 0      | 0     | 0     | 4       | 0       |
| Udinese Calcio       | 1999-00            | 7     | 0    | 1      | 0      | 2     | 0     | 10      | 0       |
| Udinese Calcio       | 2000–01            | 3     | 0    | 2      | 0      | –     | –     | 5       | 0       |
| Udinese Calcio       | 2001–02            | 10    | 0    | 4      | 0      | –     | –     | 14      | 0       |
| Udinese Calcio       | 2002–03            | 34    | 0    | 0      | 0      | –     | –     | 34      | 0       |
| Udinese Calcio       | 2003–04            | 34    | 0    | 0      | 0      | 2     | 0     | 36      | 0       |
| Udinese Calcio       | 2004–05            | 36    | 0    | 4      | 0      | 2     | 0     | 42      | 0       |
| Udinese Calcio       | 2005–06            | 34    | 0    | 4      | 0      | 12    | 0     | 50      | 0       |
| Udinese Calcio       | 2006–07            | 36    | 0    | 3      | 0      | –     | –     | 39      | 0       |
| Udinese Calcio       | Razem              | 194   | 0    | 18     | 0      | 18    | 0     | 230     | 0       |
| Sevilla FC           | 2007–08            | 8     | 0    | 4      | 0      | 1     | 0     | 13      | 0       |
| Sevilla FC           | Razem              | 8     | 0    | 4      | 0      | 1     | 0     | 13      | 0       |
| Galatasaray SK       | 2008–09            | 31    | 0    | 0      | 0      | 10    | 0     | 41      | 0       |
| Galatasaray SK       | Razem              | 31    | 0    | 0      | 0      | 10    | 0     | 41      | 0       |
| SSC Napoli           | 2009–10            | 38    | 0    | 1      | 0      | 0     | 0     | 39      | 0       |
| SSC Napoli           | 2010–11            | 38    | 0    | 1      | 0      | 10    | 0     | 49      | 0       |
| SSC Napoli           | 2011–12            | 37    | 0    | 41     | 0      | 8     | 0     | 49      | 0       |
| SSC Napoli           | 2012–13            | 34    | 0    | 2      | 0      | 2     | 0     | 37      | 0       |
| SSC Napoli           | Razem              | 147   | 0    | 8      | 0      | 20    | 0     | 175     | 0       |
| AS Roma              | 2013–14            | 36    | 0    | 3      | 0      | 0     | 0     | 39      | 0       |
| AS Roma              | 2014–15            | 35    | 0    | 0      | 0      | 4     | 0     | 39      | 0       |
| AS Roma              | 2015–16            | 4     | 0    | 1      | 0      | 1     | 0     | 6       | 0       |
| AS Roma              | Razem              | 75    | 0    | 4      | 0      | 5     | 0     | 84      | 0       |
| AS Monaco            | 2016-17            | 0     | 0    | 0      | 0      | 1     | 0     | 1       | 0       |
| Łącznie w karierze   | Łącznie w karierze | 532   | 0    | 40     | 0      | 55    | 0     | 627     | 0       |